# Língua dual
Dupla linguagem é uma forma de ensino em que os alunos são ensinados a alfabetização e o conteúdo em duas línguas. A maioria da dupla programas de idiomas nos Estados Unidos ensinar em inglês e espanhol, embora um número crescente de uso de programas de um parceiro de outro idioma que não o espanhol, como o árabe, Chinês, francês, Havaiano, Japonês, ou coreano. Dupla programas de linguagem de usar a parceira em pelo menos metade de um dia de aula no ensino fundamental anos.
Dupla programas de língua geralmente começam na infância ou primeiro grau e estender-se por, pelo menos, cinco anos, embora muitos continuem em middle school e high school. Estes programas têm como objetivo para o bilingüismo (a capacidade de falar fluentemente duas línguas), biliteracy (a capacidade de ler e escrever em duas línguas), desempenho acadêmico igual à dos estudantes não-dual de programas de linguagem, e a cruz-a competência cultural. A maioria dual idioma programas estão localizados no bairro de escolas públicas, apesar de muitos carta, ímã, ou escolas particulares.

## Contexto histórico das Duas Vias de Imersão
O início da dupla programas de imersão nos Estados Unidos é caracterizada pela coalescência dos políticos locais e membros da comunidade. Coral de Forma Elementar, um K-8 school no Condado de Dade, na Flórida, é citado como o primeiro de dois maneira escola bilíngue, com início em 1963 . O programa foi iniciado pelo Cubano cidadãos que estavam em busca de refúgio na Flórida, a partir do regime de Castro e acreditava que seus filhos teriam, finalmente, voltar a Cubana escolas . A Escola Bilingue francês/inglês school, em Massachusetts, formou-se em torno do mesmo tempo . Em 1968, a passagem da Educação Bilíngüe Ato serviu para abordar a realidade de que Limitados de inglês(LEP) os alunos estavam na necessidade de adequado suporte educativo para alcançar acadêmico ganhos, e por sua vez forneceu o financiamento federal para a principal língua de instrução em que os distritos escolares locais . O Lau v. Nichols decisão de 1974, afirmou um estudante de direito de oportunidades educacionais, através de adequados serviços educacionais (Calderón, 2000). As escolas foram, portanto, carregada com a missão de implementar os programas mais adequados para as necessidades de sua língua estudantes das minorias.
Enquanto o número de dupla programas de imersão manteve-se relativamente baixa em toda a meados da década de 1980, uma maior atenção para a necessidade de fornecer desafiador, mas compreensível (Calderón, 2000) instrução para os aprendizes da língua inglesa (Ell), em anos mais recentes, desencadeou um crescimento substancial no número de programas. Em 2002, por exemplo, a implementação da aprendizagem da Língua inglesa, Idioma Acessório e desempenho Acadêmico Ato do no Child Left Behind Act , posteriormente, fez o que exige que as escolas com um grande número de línguas minoritárias, os estudantes fornecem instruções que facilita a aquisição de inglês, para, consequentemente, executar bem em testes padronizados . Existem, atualmente, trezentos e noventa e oito, de dois maneira programas de imersão em trinta distintos estados e o Distrito de Columbia . A quantidade de programas aumentou significativamente na última década, apesar dos esforços feitos em estados como o Arizona e a Califórnia para erradicar a educação bilingue de programas em favor de inglês em imersão, com a passagem da Proposição 203 e Proposição 227, respectivamente. Estima-se que noventa e quatro por cento da dupla programas de imersão são em espanhol/inglês, com os restantes seis por cento Chinês/inglês, Navajo/inglês, Japonês/inglês, coreano e/programas de inglês (Bae, 2007).

## Alterações no TWI Modelo Desde sua Primeira Implementação
Uma das mais importantes mudanças que tem ocorrido nos dois sentidos-programa de imersão, desde a sua criação é a sua conversão a partir de um programa centrado predominantemente na ajudando Alunos a desenvolver a fluência em inglês para um programa de enriquecimento esforçando-se para biliteracy, bilinguismo e biculturalism para todos os alunos participantes. Apesar de duas vias de imersão foi inicialmente focada no apoio a Alunos em seu desenvolvimento e a aquisição de inglês competências de literacia, a necessidade de desenvolver o bilinguismo em uma sociedade cada vez mais mundializada fez com que o programa atraente para muitos pais de crianças que são falantes nativos de inglês (Calderón, 2000). Considerando que, em língua estrangeira programas de educação pode fornecer falantes nativos do inglês com a exposição a uma segunda língua, TWI tem o potencial para ajudar os alunos a atingir perto de fluência em um segundo idioma. Isto sugere que tais programas não são exclusivamente focada em ajudar os Alunos a adquirir o inglês, mas em vez disso, têm o objetivo de desenvolver segunda proficiência de língua para falantes nativos de inglês. Na verdade, por causa de duas vias de imersão requer quase que uma quantidade igual de inglês nativo e falantes nativos de espanhol, se o antigo está faltando, é provável que tais programas não serão implementadas, o que implica que o último não pode receber a oportunidade de tomar parte na dupla programa de imersão (Gomez, 2005).

## Tipos de Dupla Programas de Língua
Existem quatro tipos principais de dupla programas de linguagem, que diferem principalmente na população:
1. De desenvolvimento ou de manutenção, programas bilíngües. Estes inscrever, principalmente, os alunos que são falantes nativos da parceira.
2. Duas vias (bilingue) programas de imersão. Estes registrar um saldo de falantes nativos de inglês e falantes nativos da parceira.
3. Língua estrangeira imersão imersão em língua ou de uma forma de imersão. Estes inscrever, principalmente, os falantes nativos de inglês.
4. Património programas de linguagem. Estes inscrevem-se principalmente os alunos que são dominantes em inglês, mas cujos pais, avós e outros antepassados falou a parceira.

O termo "dupla linguagem" é muitas vezes usado de forma intercambiável com duas vias de imersão. Outras variações sobre a dupla linguagem incluir "dupla imersão linguística," a "dupla imersão" e "dupla inscrição". O termo educação bilíngue tem um pouco, caiu em desgraça entre a dupla linguagem praticantes, mas ele ainda é usado para referir-se a qualquer programa que usa duas línguas de instrução.
Dupla programas de idioma são diferentes bilingue, programas, onde o objectivo é o de transição de alunos fora da sua língua nativa e, nos Estados Unidos, em inglês, o mais rapidamente possível, normalmente em três anos. Este é por vezes referido como bilinguismo subtractivo desde a primeira língua é normalmente perdido de como o inglês é adquirido. Dupla linguagem programas são considerados para promover o "bilinguismo aditivo", o que significa que os alunos " idioma principal é o desenvolvido e mantido como um segundo idioma é adicionado.
Outro tipo de programa que não é considerada de dupla linguagem é o ensino de línguas estrangeiras , onde os alunos recebem menos de metade de um dia estudar na parceira, e muitas vezes apenas estudar o idioma artes e literatura, em que a linguagem como oposição a área de conteúdo de disciplinas como matemática, ciênciase estudos sociais.

## Variação dentro de Dupla Programas de Língua
Existem duas principais variações:
1. Quantidade de tempo gasto na língua do parceiro
2. Divisão de idiomas
1. O tempo Gasto na Língua do Parceiro
- Imersão total, ou 90/10, programas de ensinar em que o parceiro linguagem de 90% do tempo, em classes preliminares (normalmente jardim-de-infância e do primeiro grau) e 10% em inglês, e ajustar-se gradualmente a proporção de cada ano, até que o parceiro é utilizada a linguagem de 50% e o inglês é usado a 50% pela terceira ou quarta série (por vezes, mais tarde, se o programa se estende até a oitava série ou além). 50/50, programas ensinam 50% do dia em inglês e 50% do dia em que o parceiro idioma em todos os níveis de ensino.
- Imersão parcial ensina a menos de 50% do tempo e que geralmente se concentra em uma área de conteúdo, linguagem, artes, ciências ou matemática.

Atualmente não há pesquisas indicando que um destes métodos é preferível à outra, embora algumas pesquisas indicam que os alunos que passam mais tempo na parceira a fazer o melhor em que língua (Howard, Cristã, E Genesee, 2003; Lindholm-Leary, 2001; Lindholm-Leary & Howard, no prelo), e que a língua da minoria de estudantes (nos EUA, aqueles cuja língua nativa não é o inglês) fazer melhor academicamente quando sua língua nativa é apoiado e desenvolvido (Thomas & Collier, de 1997; 2002).
Algumas escolas, como a do Arizona Idioma Preparatória em Phoenix, no Arizona, e Alicia R. Chacon Escola de ensino Fundamental em El Paso, Texas incluir uma terceira língua para um dia inteiro ou uma pequena parte do dia, em todos os níveis de ensino. Arizona Idioma Preparatória oferece dois dias de Mandarim Chinês, dois dias completos de espanhol e um dia de inglês. Arizona Idioma Preparatória é também a primeira escola do país a enviar uma delegação de "Mini" Embaixadores do meio Phoenix Irmã Cidades de Chengdu, China. Embaixador da juventude programas são normalmente feito no nível médio de ensino.
Imersão total (90/10), normalmente, os programas começam a alfabetização de instrução para os alunos no jardim-de-infância e do primeiro grau em que o parceiro língua e adicione formal de alfabetização em inglês no segundo ou terceiro grau. Os alunos não precisam reaprender a ler em inglês; professores ajudá-los a transferir as suas competências de literacia de um idioma para outro. Outros 90/10 programas de separar os alunos por língua nativa e dar inicial instrução de alfabetização na língua nativa, a adição de segunda língua, alfabetização, segundo ou terceiro grau. Em imersão parcial ou 50/50 programas iniciais de alfabetização de instrução é um fornecidos simultaneamente em ambas as línguas a todos os alunos, ou alunos estão separados por idioma nativo, a fim de receber a inicial de alfabetização em sua língua nativa.
Dupla programas de idiomas em middle school e high school fundem-se muitas vezes de alunos oriundos de vários dupla de idiomas escolas de ensino fundamental e existem como programas dentro de grandes escolas regulares. Eles oferecem, muitas vezes, dupla de estudantes de língua a oportunidade de artes da linguagem e pelo menos uma área de conteúdo no parceira, e muitos se preparam alunos para a Colocação Avançada exames.
2. Divisão de Idiomas
- Idioma divisão por horário: Dentro de qualquer dupla linguagem do programa, os alunos falam e estudo de um idioma ao mesmo tempo, e as vezes para cada idioma são explicitamente definidos. Existe uma grande variação, no entanto, as especificidades. Em alguns programas, a linguagem suplentes por dia, por semana ou por vários períodos semana. Em outras escolas, os alunos falam uma língua na parte da manhã e a outra língua depois do almoço. Depois de um determinado período de tempo, um, dois, ou mais semanas, manhã e tarde línguas mudar. Variação adicional inclui programas que determinados assuntos são sempre ensinadas em um idioma, devido à disponibilidade de recursos. Dentro de uma determinada escola ou programa, pode ser um programa diferente para diferentes classes, como no Amistad Dupla Escola de Idiomas na Cidade de Nova York, onde os alunos alternativo línguas, menos freqüentemente, à medida que avançam as notas e estabelecer mais fortes habilidades em ambas as línguas.
- Idioma divisão por instrutor: A dupla linguagem do programa pode usar um Auto-Contido, ou Side-by-Side modelo. Auto-Contido programas de ter um professor para um grupo de alunos em uma sala de aula. O professor transições de um idioma para o outro, juntamente com seus alunos. Alternativamente, Side-by-Side programas têm duas ou mais salas de aula para cada série, em que um professor ensina em que o parceiro, ou de destino, a linguagem e o outro professor ensina a língua dominante (inglês nos Estados Unidos). A classe é dividida em dois grupos de estudantes e os grupos de comércio de salas de aula e professores, de acordo com uma explícita agenda, seja diária ou semanal. Finalmente, em algumas escolas, dois ou mais professores podem equipe de ensinar na mesma sala de aula, com cada professor, utilizando uma linguagem e uma combinação de todo o grupo, em pequenos grupos e atividades independentes facilitada pelos professores.

## Instrução em Duplo Programas de Língua
Dupla linguagem programas variam conforme o tipo de instrução que eles proporcionam, mas geralmente implementar muitas das seguintes características:
- língua inglesa instrução em ambas as linguagens de programação
- instrução sobre competências de literacia, como a fonética e a fluência , juntamente com oportunidades para a leitura de literatura em ambas as línguas
- instrução de imersão estratégias em ambas as línguas
- capacidade do agrupamento para fins visados, com freqüentes reavaliação com base nos pontos fortes e fracos em diferentes habilidades
- separação de línguas, onde o professor irá falam apenas um idioma de cada vez, sem tradução, enquanto permitindo que os alunos usam recursos nativos de linguagem como colegas e dicionários bilíngues
- tempo suficiente para que a interação do aluno (como o uso da aprendizagem cooperativa), permitindo aos alunos a praticar suas novas habilidades de linguagem com seus pares

Dupla de professores de línguas também incorporar práticas que devem estar no lugar, em qualquer sala de aula, que inclui linguisticamente diferentes alunos:
- Os conteúdos de ensino de modo que os interesses e desafios bilingue de alunos
- Comunicar altas expectativas, respeito e interesse em cada um dos seus alunos
- Compreender as funções da língua, raça, cultura e gênero na escola
- Envolver pais e comunidade na educação dos seus filhos
- Tornando-se conhecedores e desenvolvimento de estratégias para educar os estudantes bilingues e para se comunicar com suas famílias
- A busca e a obtenção do desenvolvimento profissional necessário para produzir essas atitudes, bases de conhecimento e especificas de competências (Garcia, 2005).

- procedem de toda a parte
- são centrado no aluno
- tenha significado e propósito para os alunos e conexão com suas vidas no presente
- envolver grupos de alunos em interação social
- desenvolver oral e linguagem escrita
- mostrar fé no aluno, a fim de expandir o potencial dos alunos (Freeman & Freeman, 1994)

Outras dicas importantes para os educadores do ensino bilíngüe ou multilíngüe, os alunos incluem a organização de conteúdos em torno de temas, proporcionando aos alunos uma escolha, iniciando o processo de aprendizagem com as perguntas dos alunos, e de expor os alunos, não apenas profissional publicado livros e revistas e aluno-autor de literatura (Freeman & Freeman, 1994).

### programas Americanos
- Arizona Linguagem De Escola Preparatória (Phoenix, Arizona)
- Chave de ensino Fundamental na cidade de Arlington, VA
- São Sebastião Escola , A Oeste De Los Angeles
- Shuang Wen Escola na Cidade de Nova York
- Shuang Wen Academia de Rede na Cidade de Nova York
- Amistad Dupla Escola de Idiomas na Cidade de Nova York
- Escola superior de Dupla Linguagem E Estudos Asiáticos, em Nova York
- Escola de Guadalupe, em Denver, CO
- A Escola Internacional de Portland, or
- Coral Way Bilingual K-8 Center, em Miami, FL
- Inter-American Magnet School em Chicago, IL
- Otay Fazenda Escola em Chula Vista, CA
- Rancho Del Rey Meio Escolar em Chula Vista, CA
- Chula Vista Aprendizagem Carta Comunitária (CVLCC)
- Barnard Asian Pacific Language Academy, em San Diego, CA
- Nuestro Mundo, da Comunidade Escolar em Madison, WI
- Independência Elementary School, em Lewisville, TX

Para nomes de mais de dupla programas de língua não perfilado na Wikipédia, consulte O Diretório de Duas Vias Programas Bilíngües em os EUA ou O Diretório de Língua Estrangeira Programas de Imersão em Escolas americanas
Alemão/Americano Ensino Fundamental, Em Houston, Texas